# Anya Waite
Anya Waite est une chercheuse canadienne en océanographie biologique qui travaille à l’Ocean Frontier Institute de l'Université Dalhousie.

## Carrière
Anya Waite a obtenu un baccalauréat en biologie de l'Université Dalhousie et un doctorat en océanographie biologique (en) de l'Université de la Colombie-Britannique.
Elle est professeur Winthrop à l'Oceans Institute (Institut des océans) de l'université d'Australie-Occidentale, cheffe de section d'océanographie biologique polaire à l'Institut Alfred-Wegener de Bremerhaven et professeur d'océanographie au département de biologie de l'université de Brême. À l'université d'Australie-Occidentale, elle reçoit une bourse de développement professionnel du PCB.
Anya Waite est la première femme à coprésider le Global Ocean Observing System (en) (GOOS, Système mondial d'observation des océans), poste qu'elle occupe de 2021 à 2024.
Anya Waite paraît sur une affiche numérique dans le cadre de l'initiative Femmes en STIM d'Ingenium (en) - Musées des sciences et de l'innovation du Canada qui vise à accroitre la visibilité et à promouvoir les carrières des groupes méritant l'équité dans les sciences, technologie, ingénierie et mathématiques (STIM), à mettre en évidence les problèmes d'inégalité et à célébrer les réalisations et les défenseurs.
Anya Waite est vice-présidente associée à la recherche (Océan) à l'Université Dalhousie en Nouvelle-Écosse, et directrice générale de l'Ocean Frontier Institute.

## Sélection de publications
- AM Waite, PA Thompson, S Pesant et M Feng, « The Leeuwin Current and its eddies: An introductory overview. », Deep Sea Research Part II: Topical Studies in Oceanography, vol. 54, nos 8–10,‎ 2007, p. 789–96 (DOI 10.1016/j.dsr2.2006.12.008, Bibcode 2007DSRII..54..789W)
- JA Raven et AM Waite, « The evolution of silicification in diatoms: Inescapable sinking and sinking as escape? », New Phytologist, vol. 162, no 1,‎ 2004, p. 45–61 (DOI 10.1111/j.1469-8137.2004.01022.x)
- AM Waite, PA Thompson et PJ Harrison, « Does energy control the sinking rates of marine diatoms? », Limnology and Oceanography, vol. 37, no 3,‎ 1992, p. 468–477 (DOI 10.4319/lo.1992.37.3.0468, Bibcode 1992LimOc..37..468W)